# 浩勒报吉淖
浩勒报吉淖是一个位于中国内蒙古自治区鄂尔多斯市的盐湖，面积约为5.14平方千米，属于蒙新高原区。它的一级流域为内流区诸河，二级流域为鄂尔多斯内流区。